# Jennifer Warnes
Pour les articles homonymes, voir Warnes (homonymie).
Jennifer Jean Warnes, née le 3 mars 1947 à Seattle aux États-Unis, est une compositrice et chanteuse américaine. Elle est surtout connue pour avoir interprété des duos avec Joe Cocker (bande originale du film Officier et Gentleman) et Bill Medley (bande originale du film Dirty Dancing). Jennifer Warnes a collaboré avec Leonard Cohen, Ian Tyson et Warren Zevon.

## Biographie
Jennifer a grandi à Anaheim. Son don et son envie de chanter lui vinrent très tôt : son premier contrat d'enregistrement date de ses 7 ans, mais son père y mit un terme. Elle chante dans la chorale locale, et à 17 ans, on lui offre un contrat de cours d'opéra à l'Immaculate Heart College. À l'opéra elle préféra bientôt la musique folk, rendue populaire grâce à Joan Baez au milieu de la décennie 1960. En 1968, au bout de quelques années passées en concerts dans des clubs entre autres, Parrot, elle signe dans une succursale de London Records et enregistre son tout premier album. La même année, elle fait partie de la distribution de la série The Smothers Brothers Comedy Hour.
En novembre 1968, Warnes fait partie de la comédie musicale Hair de Los Angeles, et sort Let The Sunshine In/Easy To Be Hard, sur Parrot à nouveau l'année suivante. En 1971, elle fait la connaissance de Leonard Cohen, pour qui elle assure le rôle de choriste. Ils deviennent amis, et Jennifer donne des concerts en premières partie de Leonard, conservant son rôle dans les chœurs ou les arrangements on retrouve sa collaboration sur les albums Live Songs, Various Positions, I'm Your Man, The Future, Field Commander, Recent Songs En 1987, elle sort un album de reprise de Leonard Cohen Famous Blue Raincoat.
En 1972, sort Jennifer, son troisième album, produit par John Cale ; quatre ans plus tard, elle réalise son premier grand succès Right Time of the Night, qui se classe #1 au Billboard à partir du mois d'avril 1977, et reste en 6e place du Hot 100 au mois de mai 1977. Elle est choisie pour interpréter It Goes Like It Goes, sortie à l'occasion du film Norma Rae. Deux ans après ce succès, sort I Know A Heartache When I See One, qui se classe dans le Top 10, puis reste dans le Top 20 quelque temps. Elle enregistre une composition de Randy Newman One More Hour pour le film Ragtime, puis forme un duo avec Joe Cocker Up Where We Belong, très grand succès de 1982 qui paraît sur la bande originale du film Officier et Gentleman : écrite par Buffy Sainte-Marie, Will Jennings et Jack Nitzsche, la chanson remportera entre autres un Golden Globe Award, et se classera #1 pendant trois semaines au Billboard (ce qui vaut un disque de Platine). La même année, elle enregistre Millworker de James Taylor pour la comédie musicale Working. Un autre moment fort de sa carrière fut le duo (I've Had) The Time of My Life pour la bande originale de Dirty Dancing, autre titre gagnant entre autres récompenses dont un Golden Globe Award pour sa place en première position pendant plusieurs semaines. Le 30 septembre 1987, elle est conviée à la soirée Roy Orbison & Friends, A Black and White Night à Los Angeles. Elle interprète également aux côtés de B. J. Thomas le générique de la série Quoi de neuf docteur ?.
En 1995, elle assure les chœurs sur 4 morceaux de l'album de Tanita Tikaram Lovers in the city.
Au mois d'août 2007, le label Shout Factory Records fête le 20e anniversaire de la chanson Famous Blue Raincoat et sort une compilation éponyme. En 2009, sort l'album The Hunter, et un album précédent, The Well ressort en septembre 2010. En 2011, Jennifer assure les chœurs de l'album Like a man, quatrième et meilleur disque d'Adam Cohen, fils de Leonard. Elle collabore avec Leonard Cohen sur son album Old Ideas, pour lequel elle arrange la partie vocale de la chanson Show Me The Place, qu'elle produit et où elle assure une partie chantée. Sur l'album posthume de Leonard Cohen Thanks for the Dance (2019), elle chante sur le titre du même nom. 

## Discographie

### Albums
- I Can Remember Everything — 1968
- See Me, Feel Me, Touch Me, Heal Me — 1969
- Jennifer — 1972
- Jennifer Warnes — 1977 US #43
- Shot Through the Heart — 1979 US #94
- The Best of Jennifer Warnes — 1982 US #47
- Famous Blue Raincoat — 1987 US #72 / UK #33
- Just Jennifer — (Angleterre) 1992
- The Hunter — 1992
- Best: First We Take Manhattan — (Allemagne) 2000
- The Well — 2001

### Singles
- 1977: « Right Time Of The Night » US #6 Pop, #1 AC, #17 Country
- 1977: « I'm Dreaming » US #50 Pop, #9 AC
- 1979: « I Know A Heartache When I See One » US #19 Pop, #14 AC, #10 Country
- 1979: « Don't Make Me Over » US #67 Pop, #36 AC
- 1980: « When The Feeling Comes Around » US #45 Pop, #15 AC
- 1981: « Could It Be Love » US #47 Pop, #13 AC
- 1982: « Come To Me » US #107 Pop, #40 AC
- 1982: « Up Where We Belong » (duo avec Joe Cocker) US #1 Pop, #3 AC (Platine) / UK #7
- 1983: « Nights Are Forever » US #105 Pop, #8 AC
- 1983: « All The Right Moves » (duo avec Chris Thompson) US #85 Pop, #19 AC
- 1987: « First We Take Manhattan » US #29 AC / UK #74
- 1987: « (I've Had) The Time of My Life » (duo avec Bill Medley) US #1 Pop, #1 AC (Or) / UK #6 (musique du film Dirty Dancing)
- 1992: « Rock You Gently » US #13 AC
- 1992: « True Emotion » US #43 AC
- 1993: « The Whole Of The Moon » US #49 AC